# Parafia św. Jerzego w Solecznikach Małych
Parafia św. Jerzego w Solecznikach Małych (lit. Šv. Jurgio parapija) – parafia rzymskokatolicka administracyjnie należąca do dekanatu solecznickiego archidiecezji wileńskiej. Według stanu na maj 2024 proboszczem parafii był ks. Jan Mackevič. 